# 122-мм пушка образца 1931/37 годов (А-19)
122-мм корпусная пушка образца 1931/37 годов (А-19, индекс ГАУ — 52-П-471А) — советская тяжёлая дальнобойная пушка периода Второй мировой войны. В основе этой пушки была модернизированная 122-мм пушка образца 1931 года, при этом ствол предыдущей модели 122-мм пушки налагался на лафет 152-мм гаубицы-пушки МЛ-20. Орудие серийно выпускалось с 1939 по 1946 год, активно и успешно использовалось в Великой Отечественной войне, составляя вместе с МЛ-20 основу мощной ствольной артиллерии РВГК. После окончания войны эта артиллерийская система долго состояла на вооружении Советской армии и ряда других стран, в нескольких странах они используются и в настоящее время. На базе орудия были созданы одни из самых мощных серийных танковых пушек Второй мировой войны.

## История

### Предпосылки и создание
Техническое устройство 122-мм пушки образца 1931 года (А-19), принятой на вооружение Рабоче-крестьянской Красной армии в 1936 году, не полностью устраивало советских артиллерийских специалистов. Пушка имела ряд недостатков, связанных, главным образом, с конструкцией лафета. В числе наиболее важных из них были:
- не очень удачная конструкция колёсного хода, ограничивающего подвижность пушки;
- отсутствие автоматического отключения подрессоривания (что снижало скорость перехода из походного в боевое положение и обратно);
- ненадёжность и низкая скорость подъёмного механизма;
- технологическая сложность производства лафета[2].

Одновременно, к концу 1936 года на испытания вышла новая 152-мм гаубица-пушка МЛ-20, имевшая лафет более современной конструкции. Возникла идея — наложить ствол 122-мм пушки на лафет 152-мм гаубицы-пушки, что делало обе системы дуплексом, то есть двумя орудиями, использующими единый лафет, но разные ствольные группы. Преимуществом дуплекса перед индивидуальными конструкциями артиллерийских систем было упрощение и удешевление производства и эксплуатации орудий.
Работы по модернизации орудия были проведены в конструкторском бюро (КБ) завода № 172 (Пермский завод) под руководством известного советского конструктора-оружейника Ф. Ф. Петрова. Полигонные испытания новое орудие успешно прошло в сентябре — октябре 1938 года, а 29 апреля 1939 года оно было принято на вооружение под официальным наименованием «122-мм корпусная пушка обр. 1931/37 г.». Индекс «А-19», относящийся к предыдущей модификации, использовался и для обозначения нового орудия.

### Производство
| Производитель                    | 1935 | 1936 | 1937 | 1938 | 1939 | 1940 | 1941 | 1942 | 1943 | 1944 | 1945 | 1946 | Всего |
| -------------------------------- | ---- | ---- | ---- | ---- | ---- | ---- | ---- | ---- | ---- | ---- | ---- | ---- | ----- |
| № 172 (Молотов)                  |      |      |      |      |      |      | 50   | 335  | 464  | 160  | 245  | 206  | 1460  |
| «Баррикады» / № 221 (Сталинград) | 30*  | 91   | 78   | 150  | 170  | 213  | 15   |      |      |      |      |      | 747   |
| № 352 (Новочеркасск)             |      |      |      |      | 86   | 249  | 377  |      |      |      |      |      | 712   |
| Всего                            | 30   | 91   | 78   | 150  | 256  | 462  | 442  | 335  | 464  | 160  | 245  | 206  | 2919  |

*Включая 3 опытные и 27 серийных пушек.
| Производитель                    | 1-е полугодие | июль | август | сентябрь | октябрь | ноябрь | декабрь | Всего |
| -------------------------------- | ------------- | ---- | ------ | -------- | ------- | ------ | ------- | ----- |
| № 172 (Молотов)                  |               |      |        |          |         | 9      | 41      | 50    |
| «Баррикады» / № 221 (Сталинград) | 15            |      |        |          |         |        |         | 15    |
| № 352 (Новочеркасск)             | 175           | 47   | 40     | 75       | 40      |        |         | 377   |
| Всего                            | 190           | 47   | 40     | 75       | 40      | 9      | 41      | 442   |

### Послевоенные разработки корпусного дуплекса
За время серийного выпуска конструкция орудия не претерпела значительных изменений. С 1945—1946 годов были начаты работы по разработке нового дуплекса, предназначенного для замены А-19 и МЛ-20, которыми занимались ведущие артиллерийские конструкторские бюро. Эти работы были завершены с принятием на вооружение 130-мм пушки М-46 и 152-мм пушки М-47 (разработки КБ завода № 172 — ОКБ-172), а также 122-мм пушки Д-74 и 152-мм пушки-гаубицы Д-20 (разработки КБ завода № 9 — ОКБ-9). Данные артиллерийские системы были совершенно новыми разработками, как конструктивно, так и баллистически имевшими мало общего с А-19 и МЛ-20.

## Описание конструкции

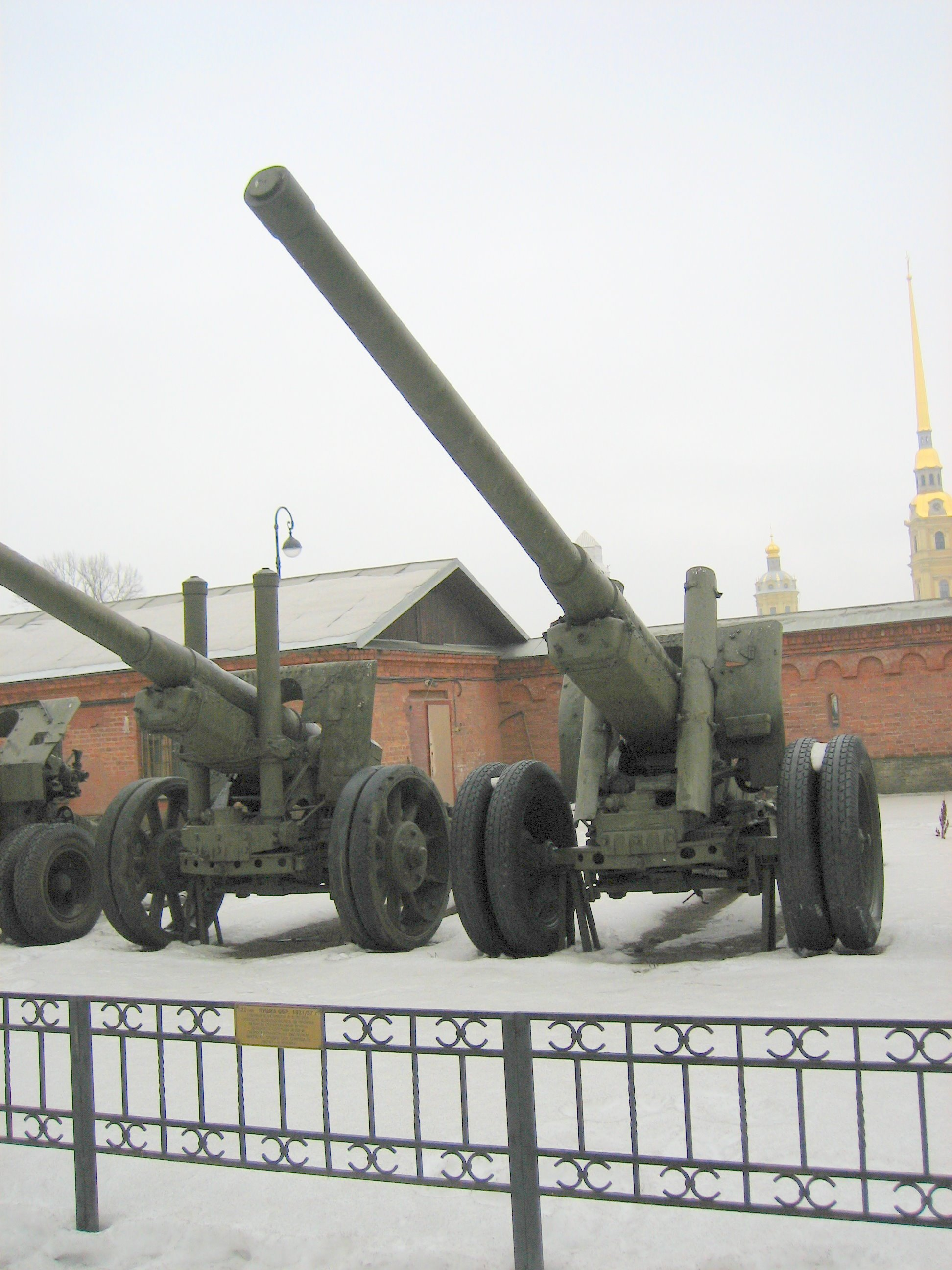
122-мм пушки обр. 1931 г. и обр. 1931/37 г. (справа) в артиллерийском музее г. Санкт-Петербург

Орудие имело вполне современную для своего времени конструкцию с лафетом с раздвижными станинами и подрессоренным колёсным ходом. Ствол орудия со свободной трубой, состоял из трубы, кожуха и навинтного казённика. Пушка оснащалась затвором поршневого типа, по своему устройству он был аналогичен затвору 152-мм гаубицы-пушки МЛ-20, но имел несколько меньшие размеры. Затвор состоит из запирающего, ударного, выбрасывающего, облегчения заряжания и удержания гильзы механизмов. Для предохранения гильзы от выпадения при стрельбе под большими углами возвышения имеется удержник, для удобства заряжания введена направляющая планка. Выстрел производился при помощи шнура.
Противооткатные устройства состояли из следующих механизмов:
- гидравлический тормоз отката веретённого типа, наполняется веретённым маслом в количестве 22 л;
- гидропневматический накатник, наполняется глицериновой жидкостью стеол (22 л) и воздухом под давлением 45 атм.

Противооткатные устройства смонтированы в корытообразной люльке под стволом. Люлька с цапфами с роликовыми подшипниками лежит в цапфенных гнёздах верхнего станка и сектором сцепляется с валом подъёмного механизма. При откате противооткатные устройства оставались неподвижны. Длина отката при углах возвышения 0—34° постоянная 1150±100 мм, 34—48° — переменная от 1150±100 мм до 875±25 мм, 48—65° — постоянная 875±25 мм.
Лафет с раздвижными станинами снабжён уравновешивающим механизмом и щитовым прикрытием. Верхний станок представляет собой стальную отливку, состоящую из основания и двух щёк, лежит на нижнем станке и соединяется с ним штырём, на котором может вращаться в горизонтальной плоскости на 29° в каждую сторону. С нижним станком шарнирно соединены две станины, которые в боевом положении раздвигаются и упираются в грунт забивными сошниками; в транспортном положении станины сводятся вместе и скрепляются. В лобовой части нижнего станка в специальном гнезде помещается боевая ось, на концы которой надеты колёса. Колёса изготавливались в двух вариантах:
- литые с резиновой шиной;
- дисковые сдвоенные с шиной из губчатого каучука.

Рессоры пластинчатые, укреплены на нижней плоскости станка и соединены подвесками с боевой осью. Подъёмный и поворотный механизмы секторного типа. Уравновешивающий механизм пружинного типа, представляет собой две колонки (состоящих из двух надетых один на другой цилиндров каждая) с пружинами внутри, расположенных перед щитом. Лафет пушки был признан нормализованным и получил обозначение 52-Л-504А.
Прицельные приспособления включают в себя прицел и панораму. Прицелы использовались двух разновидностей, с независимой и полунезависимой (на орудиях поздних годов выпуска) линией прицеливания, между собой прицелы различались незначительно.
Возка орудия обычно производилась на лафете со стволом в оттянутом положении и разобщённым с противооткатными устройствами. Для перевозки орудия использовался передок, состоящий из рамы, тягового устройства, поворотной части, оси с колёсами, пластинчатых рессор. Время перехода из походного положения в боевое составляло 8—10 минут, при этом специальным механизмом отключалось подрессоривание колёсного хода. На небольшие расстояния система могла перевозиться с неоттянутым стволом со скоростью 4—5 км/ч, при этом рессоры обязательно должны быть выключены.
Орудие буксировалось тягачами С-2 «Сталинец», «Коминтерн», с 1943 года — тягачами Я-12.

## Модификации и варианты

### А-19С

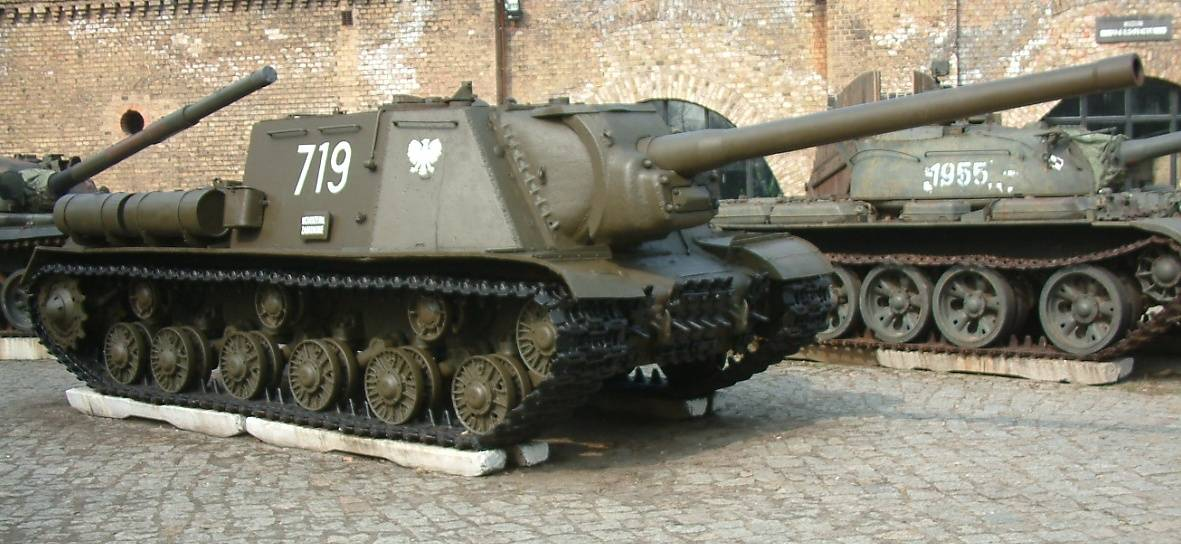
Самоходная артиллерийская установка ИСУ-122

С конца 1943 года началось производство мощной самоходной артиллерийской установки (САУ) ИСУ-152 на базе тяжёлого танка ИС, вооружённой 152-мм гаубицей-пушкой МЛ-20. Тогда же было принято решение о создании варианта ИСУ-152 с установкой в неё 122-мм пушки А-19. В декабре 1943 года опытный образец «Объект 242» новой САУ был построен и передан на испытания. 12 марта 1944 года САУ была официально принята на вооружение РККА под индексом ИСУ-122, с апреля того же года началось её серийное производство. Для установки в САУ была разработана специальная модификация А-19 под индексом А-19С (индекс ГАУ — 52-ПС-471). Отличия самоходного варианта пушки от буксируемого заключались в переносе органов наведения орудия на одну сторону, оборудовании казённой части лотком-приёмником для удобства заряжания и введении электроспуска.
В мае 1944 года А-19С подверглась модернизации, в результате которой стволы А-19С до и после неё стали невзаимозаменяемыми. Модернизированный вариант получил официальное обозначение 122-мм самоходная пушка обр. 1931/44 гг., причём в нём, помимо разновидности ствола со свободной трубой, использовались и стволы-моноблоки. В конструкцию механизмов наводки (горизонтальной винтового типа и вертикальной секторного типа) также внесли изменения, в частности, подъёмный механизм получил сдающее звено в виде конусной фрикционной муфты между его шестернёй и червячным колесом. Это позволило уменьшить инерционные нагрузки в подъёмном механизме.
Производство ИСУ-122 с А-19С продолжалось до 1945 года включительно, всего было выпущено 1735 машин.

### Д-2, М-5 и С-4
Появление в 1943 году на поле боя новых тяжёлых немецких танков и САУ очень остро поставило вопрос о средствах борьбы с ними. В качестве решения предлагались различные варианты, в том числе и специализированные 122-мм противотанковые орудия с баллистикой пушки А-19.
В частности, завод № 9 разработал и построил не менее четырёх 122-мм орудий Д-2, которые к середине 1944 года успешно прошли полигонные испытания. Орудие, представлявшее собой наложение ствола А-19 с эффективным дульным тормозом на лафет принятой в августе 1943 года на вооружение 152-мм гаубицы Д-1, на вооружение принято не было.
В конце 1943 года была предпринята ещё одна попытка наложения ствола с баллистикой А-19 на лафет М-30. Созданный КБ завода № 172 опытный образец, получивший индекс М-5, в начале 1943 года поступил на испытания, которые закончились неудачно — орудие продемонстрировало плохую устойчивость и кучность; после вторичной поломки дульного тормоза на испытательных стрельбах работы над пушкой были прекращены.
В грабинском ЦАКБ в то же время разработали пушку С-4 на лафете 100-мм полевой пушки БС-3 с упрочнёнными станинами, лобовой коробкой и подвеской, и в 1944—1945 гг. пять орудий прошли испытания, но полученный было заказ на 20 пушек был отменён в 1948 году.

### Д-25

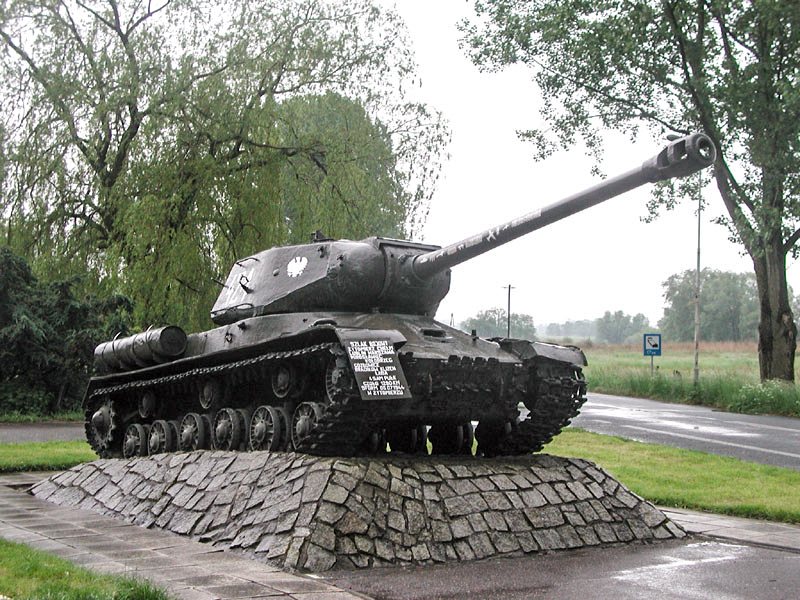
Тяжёлый танк ИС-2

В августе 1943 года Ж. Я. Котин, конструктор перспективного тяжёлого танка «ИС», опираясь на опыт Курской битвы (продемонстрировавшей высокую эффективность 122-мм пушек против тяжёлых немецких танков), предложил вооружить новый танк пушкой А-19. Предложение было принято, и КБ завода № 9 было приказано в срочном порядке разработать танковый вариант А-19. В ноябре 1943 года новое орудие было создано путём наложения ствольной группы пушки Д-2 на люльку 85-мм танковой пушки Д-5, изначально установленной в танк ИС-1. Его испытания закончились в целом успешно. С декабря 1943 года орудие, получившее наименование 122-мм танковая пушка образца 1943 года (Д-25Т) («совмещённый» индекс от Д-2 и Д-5) начали устанавливать на танки ИС-2. Конструктивно Д-25Т отличалась от А-19 облегчённой конструкцией, наличием дульного тормоза, переносом органов управления на одну сторону, введением электроспуска и рядом других деталей. Первые модификации Д-25Т имели, как и А-19, поршневый затвор; с начала 1944 года в серию пошла модификация Д-25Т с полуавтоматическим клиновым затвором. Баллистика и боеприпасы Д-25Т и А-19 были идентичны. Изначально объём выпуска Д-25Т был небольшим и рассматривалась возможность установки в ИС-2 непосредственно пушек А-19. Однако завод № 9 успешно увеличил производство Д-25Т и вопрос о монтаже А-19 в ИС-2 отпал. Пушки Д-25Т устанавливались на серийные тяжёлые танки военного времени ИС-2 и ИС-3, а её последующие модификации — на опытные и серийные образцы послевоенных тяжёлых танков, например, тяжёлый танк Т-10 вооружался 122-мм пушкой Д-25ТА. Дальнейшим развитием последней стала версия Д-25ТС.
Помимо установки в танки орудие Д-25 устанавливали и в САУ, причём его вариант для этой цели заметно отличался по техническому устройству от танкового — были изменены конструкция тормоза отката и механизма полуавтоматики (последний стал скалочного типа). Эта модификация получила обозначение Д-25С и была основным вооружением самоходной артиллерийской установки ИСУ-122С.

## Организационно-штатная структура

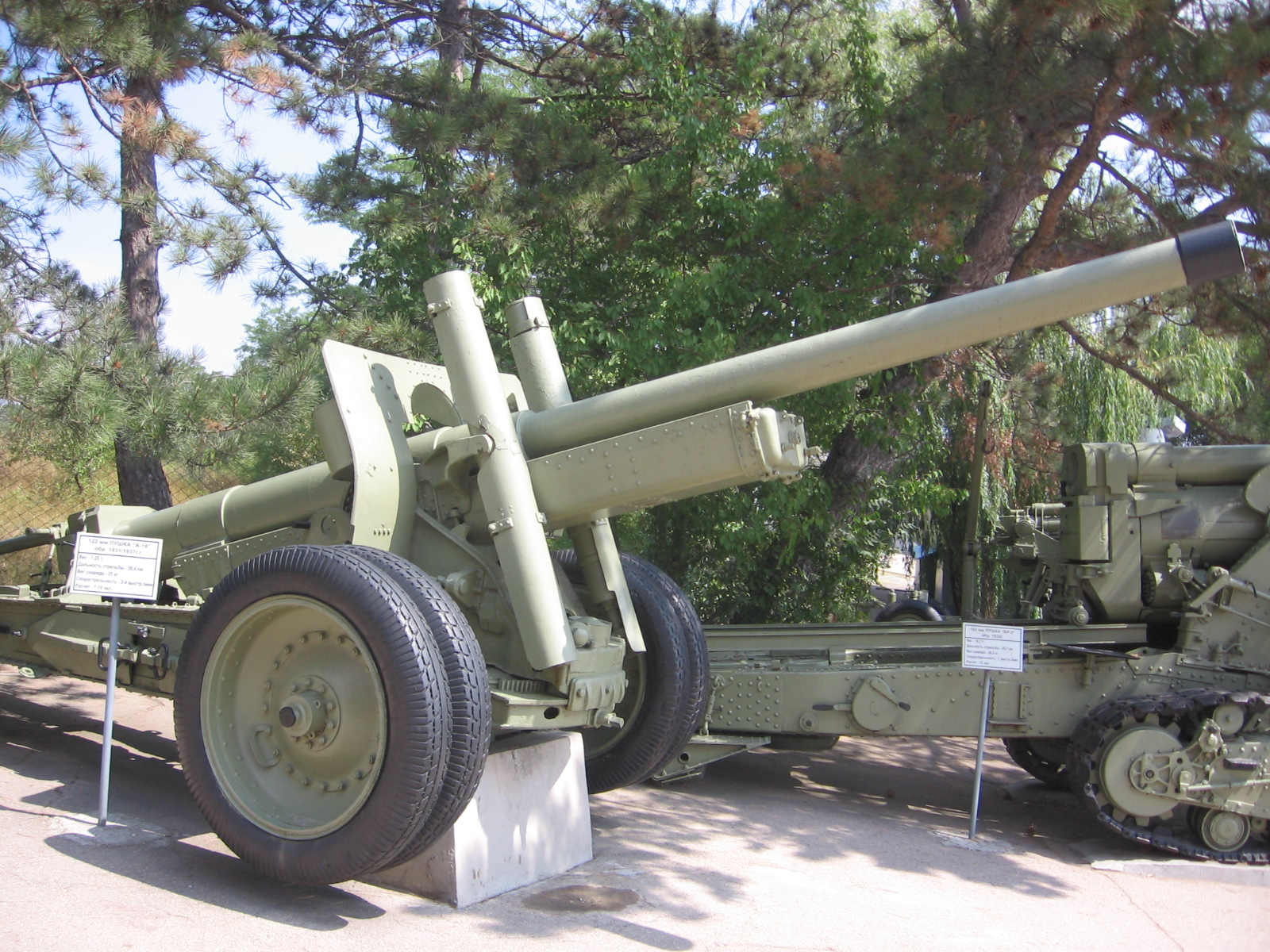
122-мм пушка обр. 1931/37 г. в Музее героической обороны и освобождения Севастополя. Ствол орудия в походном положении.

Изначально А-19 предназначалась для корпусной артиллерии, вместе с 152-мм гаубицей-пушкой МЛ-20, с которой она составляла так называемый «корпусной дуплекс». В 1940—1941 гг. имелось несколько типов корпусных артиллерийских полков:
- два дивизиона МЛ-20 и один дивизион А-19 или 107-мм пушек (12 пушек);
- один дивизион МЛ-20 и два дивизиона А-19 или 107-мм пушек (24 пушки);
- два дивизиона МЛ-20 и два дивизиона А-19 или 107-мм пушек (24 пушки);
- три дивизиона МЛ-20 (36 гаубиц-пушек);
- два дивизиона МЛ-20 (24 гаубицы-пушки).

Вскоре после начала Великой Отечественной войны корпусная артиллерия была упразднена вместе со стрелковыми корпусами. Вновь она была возрождена во второй половине войны. По штату корпусные артполки новой организации имели 16—20 орудий, в качестве которых использовались 122-мм пушки, 107-мм пушки и 152-мм гаубицы. На 1 июня 1944 года в корпусной артиллерии имелось 387 пушек А-19 (полки по 18 орудий), 54 гаубицы-пушки МЛ-20, 192 152-мм гаубицы и до 490 107-мм пушек. На 1 мая 1945 года в корпусной артиллерии имелось 289 пушек А-19 (полки по 18 орудий), 54 гаубицы-пушки МЛ-20, 164 152-мм гаубицы, 58 100-мм пушек БС-3 и до 490 107-мм пушек.
Помимо корпусной артиллерии, А-19 состояла на вооружении артиллерии резерва Верховного Главного Командования (РВГК). Пушечный полк РВГК к лету 1941 года имел по штату 48 А-19, либо 24 МЛ-20 и 24 А-19. Осенью 1941 года полки РВГК были разукрупнены, в батареях вместо четырёх орудий стало два, уменьшилось количество дивизионов с 4 до 3, итого в пушечном полку РВГК стало 18 орудий. С 1942 года формируются артиллерийские бригады РВГК, пушечная бригада имела 36 А-19. Пушечные бригады РВГК могли входить в состав более крупных артиллерийских соединений — артиллерийских дивизий. Артиллерийские дивизии, которые начали формироваться с конца 1942 года, включали одну пушечную бригаду А-19 (и ещё три бригады гаубиц аналогичного калибра, более лёгких орудий и миномётов). С июня 1943 года формируются пушечные артиллерийские дивизии, включавшие в себя 3—4 бригады А-19 и МЛ-20 (всего 108—144 орудия).

## Боевое применение

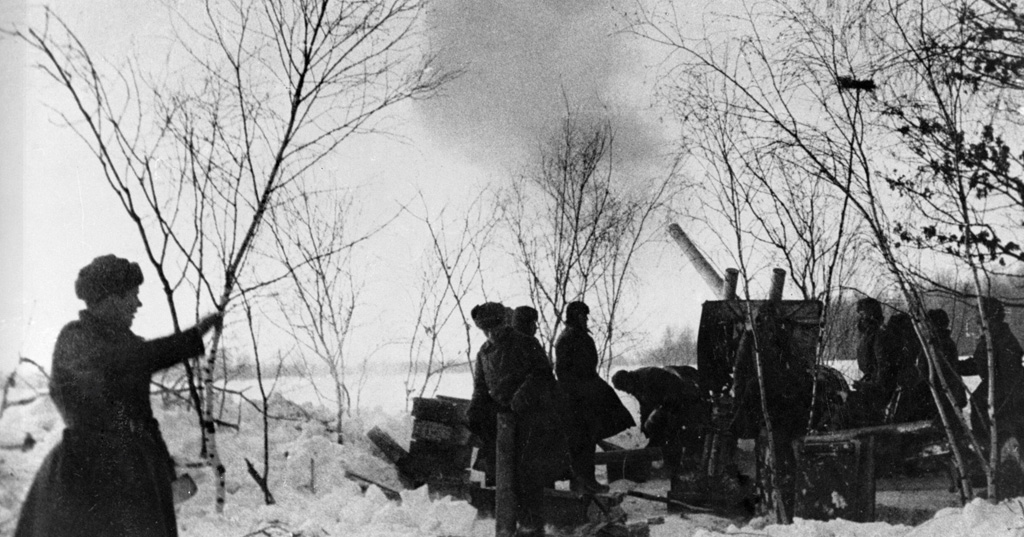
Артиллеристы ведут огонь по врагу из 122-мм корпусной пушки во время обороны Москвы, 3 декабря 1941 года, фото В. А. Тёмина

Орудия этого типа участвовали в советско-финской войне 1939—1940 годов. На 1 марта 1940 года на фронте находилось 127 пушек А-19 обеих модификаций, потери за войну составили 3 орудия.
На 1 января 1941 года на балансе ГАУ состояло 1065 орудий, из которых 17 требовало среднего ремонта и 7 капитального. Из них в войсках находились 1036 пушек.
На 22 июня 1941 года в войсках имелось около 1200 122-мм корпусных пушек. В западных округах находились 583 122-мм пушки. В 1941 году потери 122-мм пушек составили не менее 900 орудий. Орудия этого типа активно и успешно использовались до конца войны, а также участвовали в боях против японских войск в 1945 году. Первый выстрел по Берлину 20 апреля 1945 года сделала 122-мм пушка А-19 № 501.
Основными целями 122-мм пушек были скопления живой силы и техники, колонны на марше, артиллерийские батареи, полевые склады, штабы и узлы связи, хорошо укреплённые оборонительные позиции. В случае острой необходимости 122-мм пушки привлекались для борьбы с танками и САУ противника, особенно тяжёлыми. Первые подобные случаи были зафиксированы ещё в 1941 году — так, в октябре 1941 года 122-мм пушки, установленные на прямую наводку, отражали атаки немецких танков вдоль Волоколамского шоссе в ходе битвы за Москву. Наибольшую же известность приобрели случаи использования орудий этого типа для борьбы с хорошо бронированной немецкой бронетехникой в ходе Курской битвы (впрочем, масштаб использования А-19 в этой роли был не очень значительным — так, ни на одном из 31 подбитого танка «Пантера», исследованных комиссией НИИ БТ полигона с 20 по 28 июля 1943 года поражений от огня 122-мм орудий не отмечено). Баллистика орудий позволяла им успешно поражать все типы вражеской бронетехники. Как пример, можно привести результаты обстрела трофейного танка «Пантера» на полигоне в Кубинке: А-19 пробила лобовую броню данного танка толщиной 80 мм с наклоном к нормали 55° на дистанции 2,5 км, причём было особо отмечено, что это ещё не предел. Для сравнения, новейшая на тот момент 100-мм полевая пушка БС-3 пробивала эту же бронеплиту максимум на 1,5 км. В то же время, использование корпусных орудий для стрельбы прямой наводкой по бронетехнике противника в данной роли являлось крайним случаем — как противотанковое орудие, А-19 имела большие габариты, высокую стоимость, низкие скорости вертикальной и горизонтальной наводки. Во избежание потери дорогостоящих орудий, привлекать тяжёлую артиллерию РВГК к борьбе с танками противника разрешалось лишь в самых крайних случаях.

## 122-мм пушка обр. 1931/37 г. за рубежом

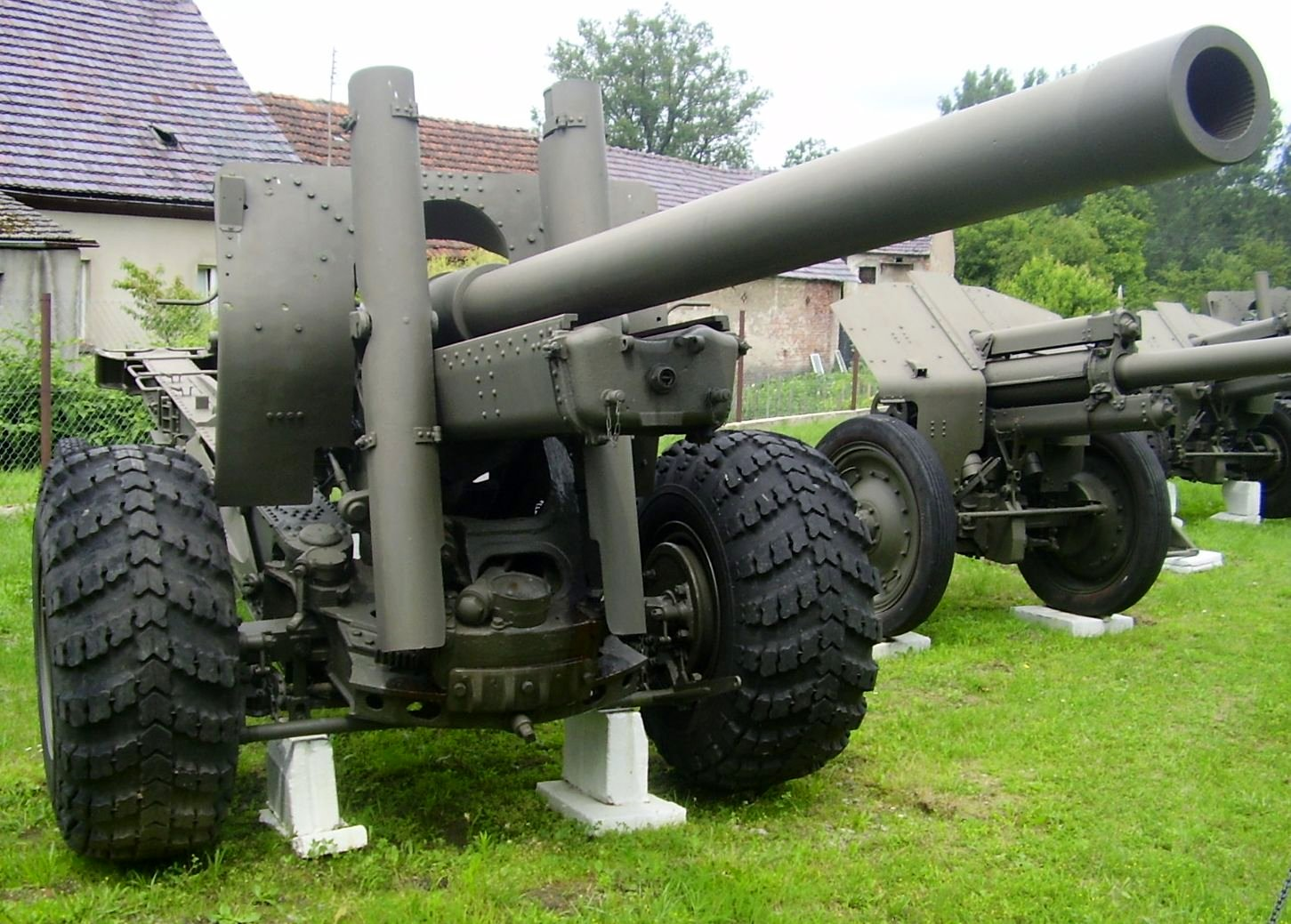
122 mm armata wz. 1931/37/85 — польская модификация А-19

Некоторое количество орудий этого типа было захвачено вермахтом в 1941—1942 годах. В немецкой армии трофейные орудия получили индекс 12,2 cm K.390/2(r) и использовались как в полевой артиллерии, так и в артиллерии береговой обороны, всего немцы использовали 424 пушки А-19 обеих модификаций. Для трофейных 122-мм пушек немцы даже наладили выпуск снарядов (в 1943 году было изготовлено 278,5 тысяч выстрелов, в 1944 году — ещё 295,8 тысяч).
В 1943 году нацистская Германия продала 150 трофейных пушек А-19 Испании по цене 112 000 рейхсмарок за штуку. В Испании на Fabrica de Armas de Trubia было налажено производство 122-мм снарядов для А-19. После модернизации пушки А-19 (испанское обозначение 122/46 (russo .31)) состояли на вооружении армии Испании до начала 1990-х годов.
Финская армия в 1941 году захватила 25 орудий А-19 обоих вариантов, которым финны присвоили индекс 122 K/31, не делая особых различий между модификациями. Пушка оценивалась финскими военными очень высоко, однако нехватка тяжёлых тягачей вынудила использовать орудия главным образом в береговой обороне. За войну трофейные орудия выпустили 6755 снарядов, потери составили 4 орудия (в 1944 году). После войны трофейные пушки ещё долго состояли на вооружении финской армии, причём в 1980-х годах некоторые пушки вместо штатных стволов получили их от 152-мм гаубиц-пушек МЛ-20, эта модификация имела название 152 Н 37-31. В конце 1980-х и эти, и оставшиеся 122-мм пушки получили новые 152-мм стволы длиной 32 калибра фирмы Vamma, орудия данной модификации получили название 152 H 88-31 и по состоянию на 2004 год всё ещё сохранялись на складах).
Пушки А-19 использовались Войском Польским в 1944—1945 годах. На 1952 год польская армия имела 63 орудия этого типа. В 1980-х годах польские орудия были модернизированы (в частности, был заменён колёсный ход) и получили наименование 122 mm armata wz. 1931/37/85. К 2007 году наличия орудий этого типа в составе польской армии не отмечалось. 78 пушек А-19 было поставлено Югославии во время войны и в первые послевоенные годы.
Не менее 36 пушек А-19 было поставлено Египту; пушки использовались в ходе арабо-израильских войн и в настоящее время находятся на вооружении. Также не менее 100 орудий использовались Сирией, в настоящее время орудия находятся на консервации.
Также, согласно изданию The Military Balance, по состоянию на 2007 год А-19 все ещё находились на вооружении Алжира, Болгарии, Гвинеи, Йемена, КНДР, Кубы и Румынии.

## Характеристики и свойства боеприпасов

Гильзы и снаряды пушки А-19. Слева направо: гильза бронебойного выстрела, гильза осколочно-фугасного выстрела, осколочно-фугасная пушечная граната ОФ-471, остроголовый бронебойно-трассирующий снаряд БР-471, тупоголовый бронебойный снаряд с баллистическим наконечником БР-471Б. Все снаряды показаны с двух сторон. Маркировка на гильзе соответствует заряду танковой пушки Д-25Т.

Орудие имело раздельно-гильзовое заряжание, к нему полагались четыре метательных заряда (индекс ГАУ — Ж-471) — полный, № 1, № 2 и № 3, размещавшихся в металлической гильзе длиной 785 мм. Заряд № 3 представлял собой основной пучок, заряд № 2 — основной пучок и пучок № 3, заряд № 1 — основной пучок, пучок № 3 и один равновесный пучок, полный заряд — основной пучок, пучок № 3 и два равновесных пучка. Пороха 22/1, НФ17/1 или Н19/1, вес полного заряда — 6,82 кг. Для стрельбы использовались как специальные пушечные, так и гаубичные снаряды, но последними, по причине меньшей прочности, нельзя было стрелять полным зарядом, а некоторыми гаубичными снарядами (например, ОФ-460А и ОФ-462А) стрелять запрещалось. Основными используемыми снарядами (зачастую и при стрельбе по танкам) были осколочно-фугасные. Бронебойные снаряды входили, главным образом, в боекомплекты самоходных орудий и пушек, используемых в береговой обороне, расчётам полевых орудий такие снаряды выдавались только при непосредственной угрозе атаки огневых позиций танками противника. Бетонобойные снаряды использовались для стрельбы по долговременным огневым точкам.
| Номенклатура боеприпасов                                         |            |                 |            |                         |                        |
| Тип                                                              | Индекс ГАУ | Вес снаряда, кг | Вес ВВ, кг | Начальная скорость, м/с | Дальность табличная, м |
| Калиберные бронебойные снаряды                                   |            |                 |            |                         |                        |
| Бронебойно-трассирующий остроголовый (АРНЕ)                      | 53-БР-471  | 25,0            | 0,156      | 800                     | 4000                   |
| Бронебойно-трассирующий тупоголовый (АРНЕВС), с начала 1945 года | 53-БР-471Б | 25,0            | ?          | 800                     | 4000                   |
| Осколочно-фугасные снаряды                                       |            |                 |            |                         |                        |
| Пушечный с привинтной головкой                                   | 53-ОФ-471Н | 25,0            | 3,8        | 800                     | 19 800                 |
| Пушечный                                                         | 53-ОФ-471  | 25,0            | 3,6        | 800                     | 19 800                 |
| Гаубичный                                                        | 53-ОФ-462  | 21,7            | 3,67       | 765 (заряд № 1)         | 16 600                 |
| Пушечный                                                         | 53-ОФ-471В | ?               | ?          | ?                       | ?                      |
| Пушечный                                                         | 53-ОФ-472  | 27,3            | ?          | ?                       | ?                      |
| Бетонобойные снаряды                                             |            |                 |            |                         |                        |
| Пушечный                                                         | 53-Г-471   | 25,0            | 2,2        | 800                     | 20 400                 |
| Химические снаряды                                               |            |                 |            |                         |                        |
| Осколочно-химический пушечный                                    | 53-ОХ-471  | 25,0            | ?          | 800                     | 19 800                 |
| Химический гаубичный                                             | 53-Х-462   | 21,8            | ?          | 705 (заряд № 2)         | ?                      |

| Таблица бронепробиваемости для 122-мм пушки обр. 1931/37 гг. (А-19) |                          |                          |
| Тупоголовый калиберный бронебойно-трассирующий снаряд 53-БР-471Б |                          |                          |
| Дальность, м | При угле встречи 60°, мм | При угле встречи 90°, мм |
| 100 | (137)                    | (168)                    |
| 500 | 125 (128)                | 155 (157)                |
| 1000 | 120 (119)                | 145 (146)                |
| 1500 | 110 (111)                | 135 (136)                |
| 2000 | 100 (103)                | 125 (126)                |
| 2500 | 90 (94)                  | 115 (115)                |
| 3000 | 85 (88)                  | 105 (108)                |
| 3500 | (82)                     | (100)                    |
| 4000 | (74)                     | (90)                     |
| Остроголовый калиберный бронебойно-трассирующий снаряд 53-БР-471 |                          |                          |
| Дальность, м | При угле встречи 60°, мм | При угле встречи 90°, мм |
| 100 | (139)                    | (170)                    |
| 500 | 120 (122)                | 150 (151)                |
| 1000 | 105 (108)                | 130 (133)                |
| 1500 | 95 (95)                  | 115 (116)                |
| 2000 | 80 (83)                  | 100 (102)                |
| 2500 | 70 (74)                  | 90 (90)                  |
| 3000 | 65 (65)                  | 75 (79)                  |
| 3500 | (56)                     | (69)                     |
| 4000 | (50)                     | (61)                     |
| Приведённые данные относятся к советской методике расчёта пробивной способности. Следует помнить, что показатели бронепробиваемости могут заметно различаться при использовании различных партий снарядов и различной по технологии изготовления брони, а также различных методик расчёта. Толщина пробиваемой брони дана с округлением до 5 мм в меньшую сторону. В скобках — расчётная по формуле Якоб де Марра по уточнённым данным окончательных скоростей таблицы стрельбы 122-мм танковой пушки образца 1943 года (Д-25Т) ГАУ 144Т издания 1969 года. Тупоголовый бронебойный снаряд БР-471Б освоен в производстве с 1945 года. |                          |                          |

## Оценка проекта

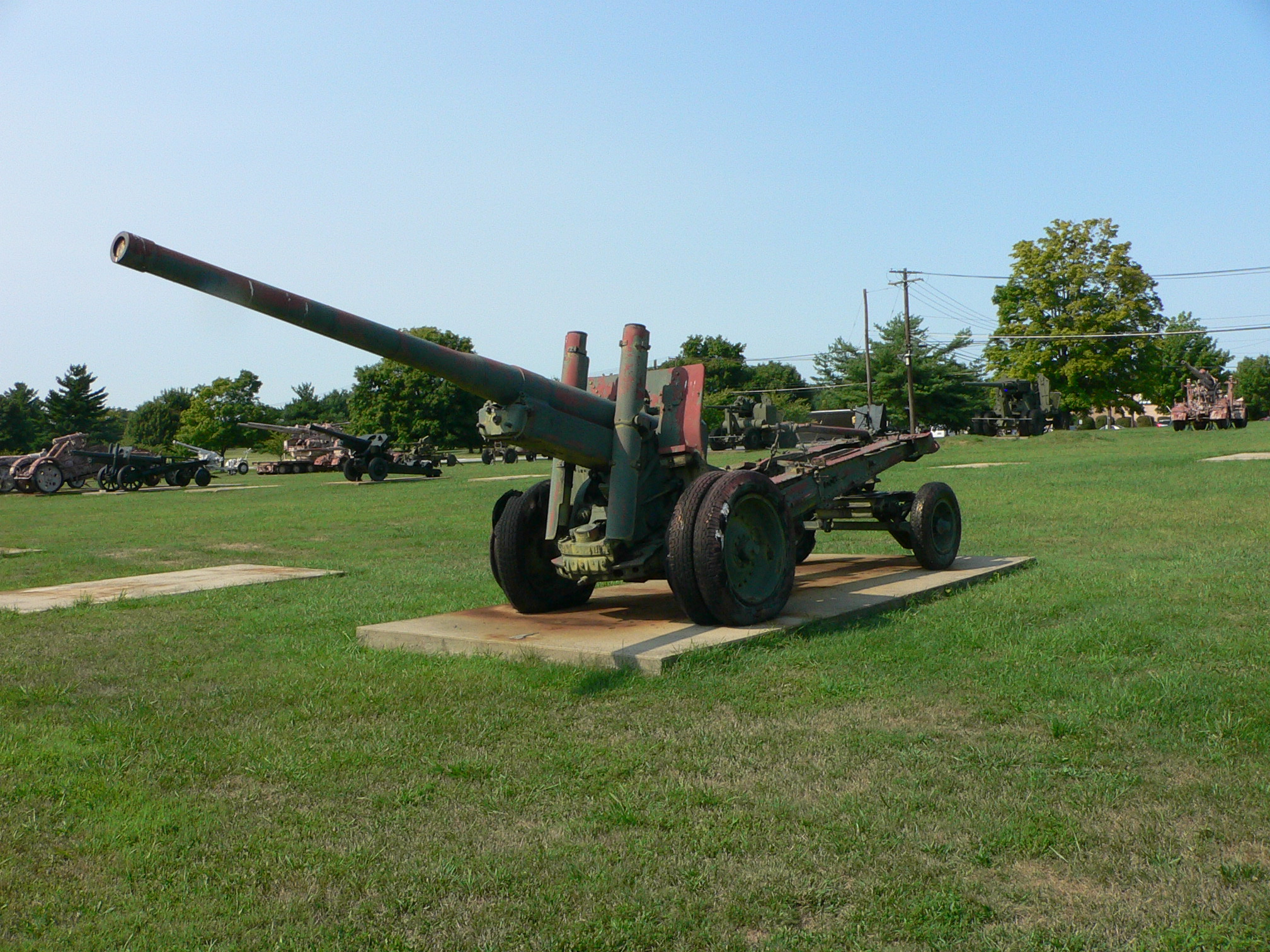
122-мм пушка образца 1931/37 годов на Абердинском полигоне, США

Для своего времени, 122-мм пушка образца 1931/37 годов была вполне современным, конструктивно совершенным орудием, удачно сочетавшим высокую огневую мощь, подвижность, технологичность в производстве и неприхотливость в эксплуатации. Модифицировав 122-мм пушку образца 1931 года, советские конструкторы сумели избавиться от большинства её недостатков, связанных с конструкцией лафета; кроме того, унификация лафетов А-19 и МЛ-20 существенно удешевила производство и эксплуатацию обеих артиллерийских систем. Удачность конструкции орудия подтверждается долгой службой данной артиллерийской системы в различных странах мира, в некоторых из которых она находится на вооружении и по сей день.
Сравнение пушки с другими артсистемами затруднено недостатком аналогов. Многочисленные 105-мм пушки, такие как немецкая 10,5 cm K.18, были легче и имели близкую или несколько бо́льшую дальность стрельбы, но масса и поражающее действие, как осколочное, так и фугасное, их 15-килограммового снаряда не шли ни в какое сравнение с 25-килограммовым снарядом А-19. Мощные 150-мм пушки вроде немецкой 15 cm K.18 при более тяжёлом снаряде и существенно бо́льшей дальности стрельбы были намного тяжелее и соответственно сильно уступали А-19 в стоимости и мобильности. Сравнение же со 128-мм немецкими пушками некорректно — эти орудия появились в самом конце войны, имели мощную баллистику и большой вес (8,3—12,2 т). Старые пушки периода Первой мировой войны с однобрусным лафетом, такие как польская 120-мм wz.78/09/31 или британская 127-мм 60 pounder, были существенно легче, но имели существенно меньшую дальность стрельбы (11—12 км). Полными аналогами А-19 можно считать лишь бельгийскую 120-мм пушку, британскую 114-мм BL 4,5 inch и американскую 4,5 inch Gun M1. Бельгийское орудие было существенно легче 122-мм пушки образца 1931 года (5,4 т в боевом положении), но имело несколько более лёгкий снаряд (21,9 кг) и меньшую дальность стрельбы (17,6 км). Британская пушка так же была намного легче (5,7 т в боевом положении) и обладала очень близкими характеристиками с массой снаряда (24,95 кг) и дальностью стрельбы (18,8 км). Несмотря на то, что британская пушка появилась примерно одновременно с советской (серийное производство с 1937 года), её выпуск поначалу не был массовым (к 1940 году произведено всего 72 орудия). Американское орудие, представлявшее собой наложение ствольной группы британской пушки на лафет 155-мм гаубицы M1, при близких к А-19 массе снаряда и дальности стрельбы так же являлось более лёгким (5,6 т), однако данная пушка была разработана существенно позднее А-19, и её выпуск не был массовым.

## Сохранившиеся экземпляры
До настоящего времени сохранилось довольно много 122-мм пушек образца 1931/37 годов, представленных в экспозициях различных военных музеев. В частности, эти орудия можно увидеть в Музее истории ПАО «Мотовилихинские заводы» (г. Пермь), Музейном комплексе УГМК (г. Верхняя Пышма, Свердловская область), в Музее артиллерии и инженерных войск в Санкт-Петербурге, Центральном музее Вооружённых Сил в Москве, в Музее отечественной военной истории в Подмосковье, в Музее героической обороны и освобождения Севастополя на Сапун-горе в Севастополе, в финском артиллерийском музее в г. Хямеэнлинна, в Музее польской армии в Варшаве, в американском военном музее (Абердинский полигон), на территории экспозиции артиллерийских орудий в Брестской крепости (г.Брест) и многих других.
Установлены как памятник
- Россия:
  - пос. Амдерма, Ненецкий АО
  - Город Воркута, Республики Коми
  - Город Гагарин, Смоленской области, (на постаменте)
  - Город Новомосковск, Тульская область, 2 шт. Мемориал павшим в Великой Отечественной войне
  - пгт Духовщина, Смоленской области, (на постаменте) 1939 г. выпуска зав. № 598
  - пгт Колпны, Орловской области
  - пгт Масельская, Карелия, (на постаменте)
  - Город Оренбург (на постаменте)
  - Город Пермь (на постаменте) перед Мотовилихинским заводом
  - Город Плавск, Тульской области, (на постаменте) 1940 г. выпуска зав. № 773
  - Город Соликамск, Пермского края
  - пгт Шексна, Вологодской области, (на постаменте)
  - пгт Яковлево, Белгородской области, (на постаменте) 2 шт.
  - пгт Ямм, Псковской области, (на постаменте) на дороге Псков Гдов
  - Город Карабаш, Челябинская область. Мемориал павшим в Великую Отечественную войну.

## А-19 в сувенирной и игровой индустрии
Масштабные копии А-19 выпускаются украинской фирмой ACE (в масштабе 1:72).
В отличие от танков, разнообразие моделей артиллерийского вооружения встречается в очень ограниченном числе компьютерных игр. В частности, А-19 можно увидеть в российских играх «War Thunder» (как орудие ИСУ-122), «Блицкриг», «Сталинград» и «Sudden Strike», в World of Tanks (как орудие САУ СУ-8 и орудия ИСУ-152 и СУ-152).

## Операторы
- Алжир — 100 по состоянию на 2024 год[30]
- Гвинея — 12 орудий по состоянию на 2024 год[30]
- Египет — 36 по состоянию на 2024 год[30]
- КНДР — некоторое количество в составе сухопутных войск и сил береговой обороны по состоянию на 2018 год.[30] Всего 500 поставлено в 1953 году.[31]
- Куба — некоторое количество в составе артиллерии береговой обороны по состоянию на 2024 год.[30] Всего 100 поставлено в 1961 году.[31]

### Бывшие операторы
- Болгария — 25 орудий, по состоянию на 2007 год[32]
- Испания — 150 орудий, последние сняты с вооружения в 1991[20].
- Йемен — 248 орудий, по состоянию на 2007 год[33]
- Польша — более 60 орудий[34], сняты с вооружения[35]
- Румыния — 41 орудие, по состоянию на 2007 год[36]
- Сирия — до 100 орудий[26], некоторое количество, возможно, остаётся на хранении, по состоянию на 2007[37]
- Нацистская Германия — до 400 орудий[19]
- Финляндия — до 25 орудий[22], сняты с вооружения[38]
- Югославия — 78 орудий[23], сняты с вооружения[39]